# حيدر أحمد دفع الله
حيدر أحمد دفع الله (1-1-1952 - 24-11-2018)رئيس القضاء السوداني، عمل بالمحاكم المختلفة من حيث الاختصاص القيمي والنوعي منذ الالتحاق بالسلطة القضائية في نوفمبر 1977م في وظيفة مساعد قضائي متدرجاً في السلم الوظيفي إلى قاضي من الدرجة الثالثة ثم الثانية بموجب القرار الجمهوري رقم(804) لسنة1981م ثم قاضي للمديرية وقاضي بمحكمة الاستئناف إلى أن تمت ترقيته إلى قاضي بالمحكمة العليا النقض «التمييز» بموجب القرار الجمهوري رقم (90) لسنة2000م بتاريخ 5\2\2000م ثم رئيسا للقضاء.

## المؤهلات العلمية
حصل على شهادة ليسانس حقوق في جامعة القاهرة فرع الخرطوم عام 1976م، وعلى شهادة امتحان تنظيم مهنة القانون في نقس العام. ثم حصل على دبلوم الدراسات العليا في الشريعة الإسلامية بجامعة القاهرة في مصر عام 1982.
وعلى شهادة الدكتوراه في الحقوق كلية الحقوق جامعة القاهرة في مصر عام 1989.
وقد حصل على شهادة تفوق مع جائزة عبد الرزاق السنهوري في القانون المدني كلية الحقوق العام الجامعي 1982 - 1983
وحصل على درجة الأستاذية من جامعة الخرطوم في 24 سبتمبر 2014م. وتوفى يوم 24 نوفمبر 2018.

## الخبرات العلمية والعملية
1. عضو اللجنة الاستشارية العلمية لكلية الشرطة والقانون جامعة وادي النيل 1412 هـ - 1992 م.
2. عضو الجمعية السودانية للقانون الجنائي .
3. عضو الجمعية الدولية للقانون الجنائي .
4. عضو اللجنة التمهيدية لمجلس أمناء الاتحاد التأسيسي للحقوقيين السودانيين .
5. رئيس اللجنة القانونية لإعداد السجل المدني بالسودان - وزارة الداخلية - الخرطوم.
6. عضو لجنة مراجعة وتأصيل القوانين - رئاسة السلطة القضائية.
7. إعارة للعمل قاضياً برئاسة المحاكم العدلية بدولة قطر من أبريل 1996م وحتى سبتمبر 2002م عمل خلالها بالمحاكم المدنية والجنائية الصغرى والكبرى ومحاكم التنفيذ إلى جانب تدريب مساعدي القضاة من خلال البرنامج الثقافي لموسم 1998م \ 1999م.
8. 9.انتقل للعمل خبيراً قانونياً ومحاضراً بمركز الدراسات القانونية والقضائية بوزارة العدل منذ 22\10\2002 وحتى 2005م.
9. نائب رئيس إدارة التدريب بالسلطة القضائية في الفترة من فبراير 2008م وحتى مايو 2009م .
10. رئيس إدارة التدريب بالسلطة القضائية منذ 12\5\2009 و حتى 4\9\2011م بموجب قرار رئيس القضاء رقم (64) لسنة 2009م.
11. رئيس المحكمة الجنائية الخاصة بجرائم دارفور الخطيرة بموجب قرار رئيس القضاء رقم (9) لسنة 2012م الصادر بتاريخ 7\1\2012م.
12. رئيس إدارة المكتب الفني والبحث العلمي اعتبارا من 6\3\2014م.
13. عين رئيسا للقضاء اعتبارا من 23\4\2014م.[2]

## المؤلفات العلمية والدراسات والبحوث
1. درجات التقاضي في الفقه الإسلامي تطبيقاً على النظام القضائي السوداني )دراسة مقارنة( [كتاب] الطبعة الأولى 1989م مطبعة دار العناني القاهرة[3]
2. محاضرات في مادة المدخل لدراسة القانون 1994م\1414هـ (مطبوعة على الكمبيوتر) جامعة أمدرمان الإسلامية
3. قانون الإجراءات المدنية السوداني بين التحليل والتطبيق ) الجزء الأول( دراسة مقارنة ] كتاب [ الطبعة الأولى 1994م\1414هـ مطبعة الخندق للطباعة والنشر الخرطوم .[4]
4. محاضرة في مادة القانون الدولي الخاص 1415هـ - 1416هـ\1995م (مطبوعة على الكمبيوتر) جامعة أمدرمان الإسلامية.
5. قانون الإجراءات المدني السوداني بين التحليل والتطبيق الجزء الثاني تنفيذ الأحكام القضائية دراسة مقارنة] كتاب [الطبعة الأولى 1996م مطبعة السلطة القضائية الناشر: معهد التدريب والإصلاح القانوني.
6. تأصيل قانون الإجراءات المدني السوداني سنة 1982م ] بحث [منشور مجلة اليراع العدد الأول سبتمبر 1996م إصدار دار لثقافة بمعهد التدريب والإصلاح القانوني.
7. أصول المرافعات المدنية والتجارية) دراسة مقارنة (الطبعة الأولى 1418هـ\1987م طبعة العلمية للطباعة والنشر الدوحة قطر الناشر: مكتبة المناعي.[5]
8. تنفيذ الأحكام القضائية في قانون المرافعات القطري] دراسة مقارنة[ ]كتاب [الطبعة الأولى 1998 م مطابع قطر الوطنية قطر الدوحة الناشر: مكتبة دار الثقافة للطباعة والنشر والتوزيع الدوحة.
9. المدخل لدراسة القانون
10. شرح قانون الإجراءات المدنية السوداني من جزئين.
11. المدخل لقانون الإثبات المقارن.
12. شرح قانون الإجراءات الجنائية القطري دراسة مقارنة.
13. دروس في القضاء الإداري.
14. قانون العمل السوداني معلقاً عليه دراسة مقارنة.[6]
15. عقد العمل والتأمينات الاجتماعية السوداني دراسة مقارنة.
16. إصابات العمل والتأمينات الاجتماعية دراسة مقارنة.
17. ضوابط تسبيب الأحكام القضائية دراسة مقارنة.
18. شرح المصطلحات القانونية باللغة الإنجليزية.